# Bella Gassama
Pour les articles homonymes, voir Gassama.
Bella Gassama, est une actrice gambienne.

## Biographie
Diplômée de la Marina International School en 2004, Elle fait ses débuts au cinéma la même année avec le film "Arrou (Prévention)" présenté au Festival panafricain du film de Los Angeles où elle été nommée au Africa Movie Academy Award de la meilleure actrice dans un second rôle et la meilleure actrice gambienne au festival du film de Vinasha.
En 2008, elle obtient sa certification de technicienne comptable agréée au Jollof Tutors College. Dans la même année elle joue dans son premier film nigérian, "Mes vacances gambiennes" aux côtés de Desmond Elliot et Oge Okoye.
En 2011, elle figure dans le film "Mirror Boy" aux côtés de Fatima Jabbe et Genevieve Nnaji, leur interprétation est acclamée par la critique. En 2012, elle suit un cours de banque et finance au "Task Crown College".
En 2014, elle joue un rôle dans le film "The Soul", son interprétation lui vaut une nomination pour la meilleure actrice dans un rôle secondaire aux Zulu African Film Academy Awards.

## Vie privée
Elle est la demi-sœur du célèbre arbitre de football Bakary Gassama.
En novembre 2019, Gassama épouse l'activiste politique en ligne basée aux États-Unis, "Pa Lie Low".

## Filmographie
Sauf indication contraire, les informations mentionnées dans cette section peuvent être confirmées par les bases de données cinématographiques IMDb et Allociné,  présentes dans la section « Liens externes ».
- 2004 : Arrou (Prevention)
- 2008 : My Gambian Holiday
- 2011 : Mirror Boy
- 2013 : Wrong Identity
- 2014 : The Soul (film) (en)
- 2019 : Nakala (série télévisée)[8].

## Récompenses et nominations
- Arrou (Prevention)
  - nomination au Africa Movie Academy Award de la meilleure actrice dans un second rôle en 2006.
  - nomination au festival du film de Vinasha pour meilleure actrice gambienne.
- The Soul (film)
  - nomination au Zulu African Film Academy Awards (en) pour la meilleure actrice dans un rôle secondaire.